# Shane Harris

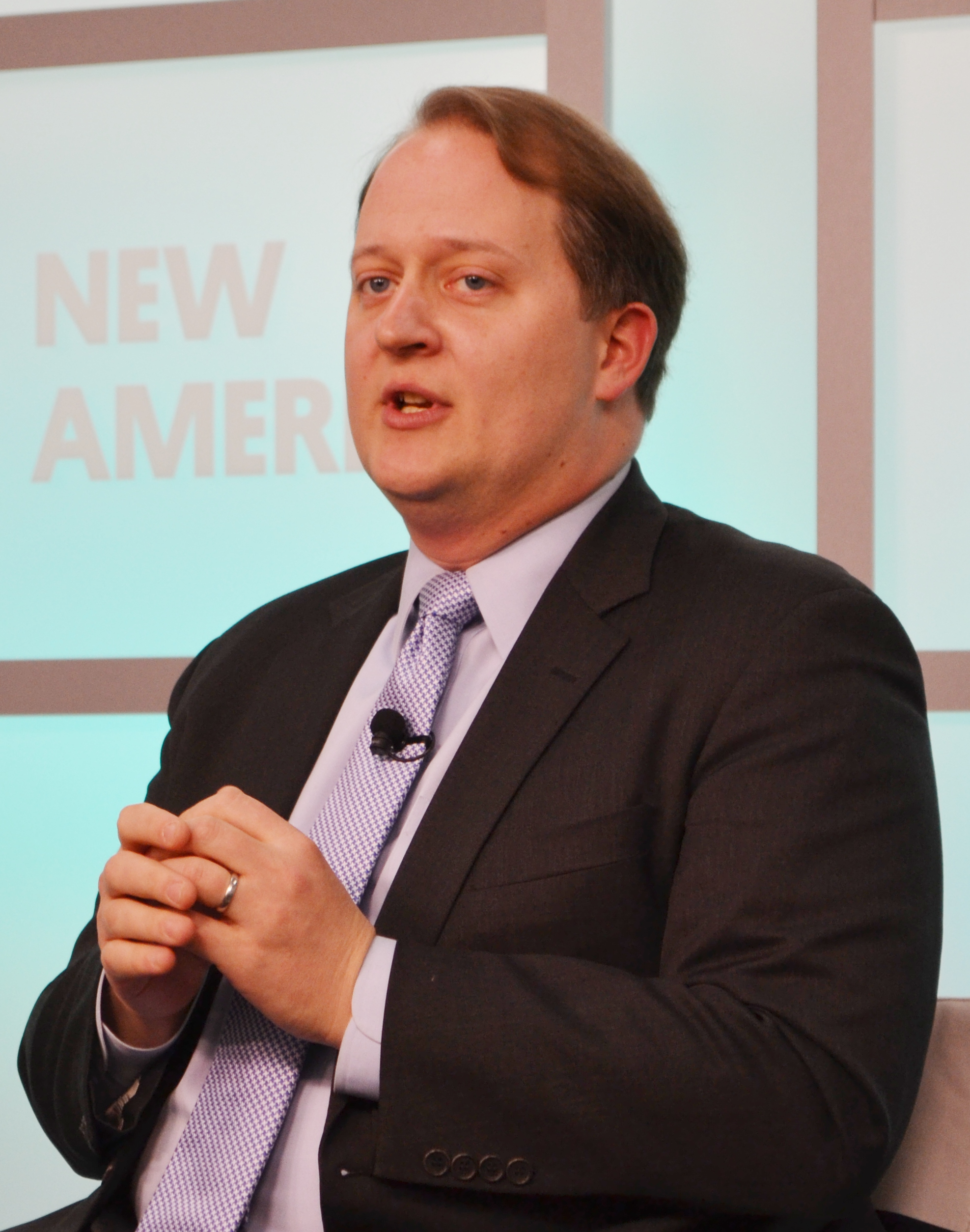
Shane Harris

Shane Harris ist ein US-amerikanischer Journalist und Autor. Ein Themenschwerpunkt seiner Arbeit ist die Globale Überwachung.

## Leben
Nach einem Politik-Studium an der Wake Forest University ist Harris seit 1999 journalistisch tätig. Harris ist Autor bei Foreign Policy und Fellow der politisch unabhängigen Denkfabrik New America.
2010 veröffentlichte er The Watchers – The Rise of America’s Surveillance State, für das er John Poindexter interviewte und das mehrfach ausgezeichnet wurde. The Economist zählte es zu den Books of the Year 2010. Harris wurde dreimal für den Livingston Awards for Young Journalists nominiert.
In @War – The Rise of Cyber Warfare beschreibt Harris 2014 die stattfindenden Vorbereitungen für Cyberkriege und die Allianzen aus Militär und Technologie- und Finanzunternehmen, die er in Anlehnung an den Militärisch-industriellen Komplex als Military-Internet Complex bezeichnet.

## Auszeichnungen
- 2010: Reporting on National Defense Prize der Gerald R. Ford Presidential Foundation[5]
- 2011: Helen Bernstein Book Award for Excellence in Journalism der New York Public Library[6]

## Werke
- The Watchers – The Rise of America’s Surveillance State. The Penguin Press, New York 2010, ISBN 978-1-59420-245-2.
- @War – The Rise of Cyber Warfare. Headline Publishing Group, 2014, ISBN 978-0-7553-6519-7.
- @War – The Rise of the Military-Internet Complex. Eamon Dolan / Mariner, 2015, ISBN 978-0-544-57028-3.